# Денне світло

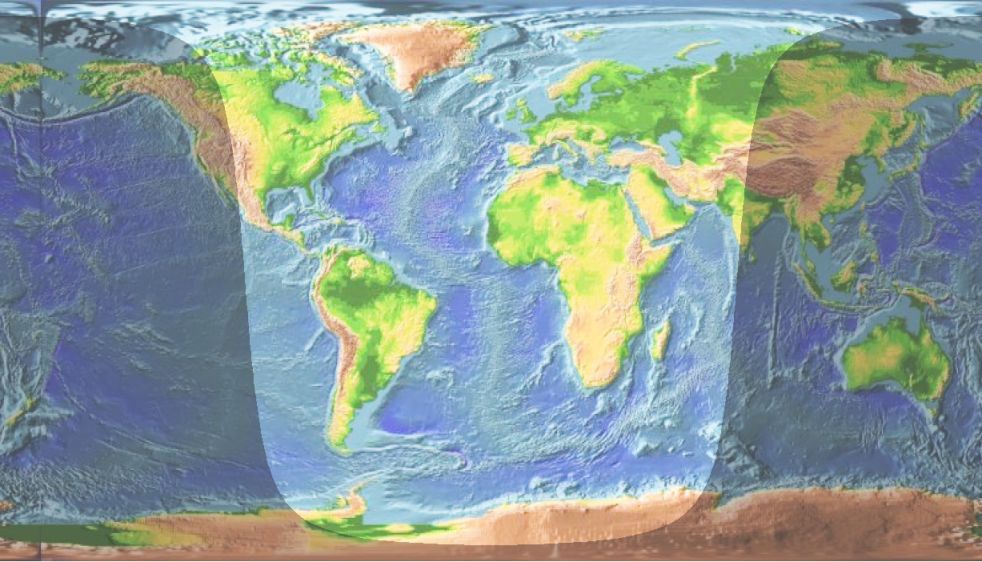
Карта світу, що показує райони Землі, які отримують денне світло близько 13:00 UTC, 2 квітня.

Денне світло — поєднання прямого та непрямого сонячного світла в денний час. Сюди входять пряме сонячне світло, розсіяне випромінювання неба і (часто) обидва вони відбиваються від Землі та наземних об’єктів, таких як форми рельєфу та будівлі. Сонячне світло, розсіяне або відбите предметами у космічному просторі (тобто поза атмосферою Землі ), як правило, не вважається денним світлом. Таким чином, денне світло виключає місячне світло, незважаючи на те, що воно відображається непрямим сонячним світлом. Денний — це проміжок часу кожного дня, коли настає світловий день. Денне світло відбувається під час обертання Землі, і будь-яка сторона, на яку світить Сонце, вважається денним світлом.

## Визначення
Денне світло присутнє в певному місці, до певної міри, коли Сонце знаходиться над місцевим горизонтом. (Це справедливо для трохи більше 50% Землі в будь-який момент часу. Пояснення, чому це не зовсім половина, див. Тут). Однак зовнішня освітленість може варіюватися від 120 000 люкс для прямого сонячного світла опівдні, що може спричинити біль в очах, до менш ніж 5 люксів для густих грозових хмар із Сонцем на горизонті (навіть <1 люкс для найбільш екстремального випадку), може зробити видимими тіні від далеких вуличних ліхтарів. Він може бути темнішим за таких незвичних обставин, як сонячне затемнення або дуже високий рівень атмосферних часток, які включають дим (див. Темний день Нової Англії ), пил  та вулканічний попіл. 

## Інтенсивність в різних умовах
| Освітленість     | Приклад                                                                  |
| ---------------- | ------------------------------------------------------------------------ |
| 120 000 люкс     | Найяскравіше сонячне світло                                              |
| 111000 люкс      | Яскраве сонячне світло                                                   |
| 109 870 люкс     | AM 1,5 глобального сонячного світла сонячного спектру (= 1000,4 Вт / м2) |
| 20000 люкс       | Тінь, освітлена цілим чистим блакитним небом, опівдні                    |
| 1000 - 2000 люкс | Типовий похмурий день, полудень                                          |
| 400 люкс         | Схід чи захід сонця в ясний день (освітлення навколишнього середовища)   |
| <200 люкс        | Крайня густа грозова хмара, опівдні                                      |
| 40 люкс          | Повна похмурість, захід / схід сонця                                     |
| <1 люкс          | Крайні найгустіші грозові хмари, захід / схід сонця                      |

Для порівняння, нічні рівні освітленості:
| Освітленість | Приклад                                                                 |
| ------------ | ----------------------------------------------------------------------- |
| <1 люкс      | Місячне світло, ясне нічне небо                                         |
| 0,25 люкс    | Повний місяць, ясне нічне небо                                          |
| 0,01 люкс    | Чверть Місяця, ясне нічне небо                                          |
| 0,002 люкс   | Starlight, ясне небо безлунной ночі, в тому числі світіння              |
| 0,0002 люкс  | Зоряне світло, ясне безмісячне нічне небо, за винятком світіння повітря |
| 0,00014 люкс | Венера на найяскравішому, ясному нічному небі                           |
| 0,0001 люкс  | Зоряне світло, похмуре безмісячне нічне небо                            |

Таблицю приблизної інтенсивності денного світла в Сонячній системі див. В сонячному світлі.

## Ефекти
Денне освітлення — це освітлення внутрішнього простору такими отворами, як вікна та мансардні вікна, які пропускають денне світло в будівлю. Цей тип освітлення обраний для економії енергії, щоб уникнути гіпотетичних шкідливих наслідків надмірного освітлення штучним світлом для здоров'я, а також для естетики. Кількість денного світла, що надходить у приміщення або приміщення, визначається як коефіцієнт денного світла, являючи собою співвідношення між виміряними внутрішнім та зовнішнім рівнями освітленості. Використання енергії штучного освітлення можна зменшити, просто встановивши менше електричного освітлення, оскільки присутнє денне світло, або шляхом автоматичного затемнення/перемикання електричного освітлення у відповідь на наявність денного світла — процес, відомий як збір денного світла.
В останні роки проводиться робота зі штучного відтворення наслідків денного світла. Однак це дорого як з точки зору обладнання, так і з точки зору споживання енергії, і застосовується майже виключно в спеціалізованих областях, таких як кіновиробництво, де в будь-якому випадку потрібне світло такої інтенсивності. У деяких місцях створення фільмів, таких як Швеція чи Норвегія, надто багато світла через довгі літні дні. Як наслідок, у таких локаційних фільмах, як «Маріанна» (2011), нічні сцени доводиться знімати у світлий час доби, а потім їх цифрово змінюють.